# Roche Écrite
La Roche Écrite est un sommet montagneux de La Réunion culminant à 2 276 mètres, dominant les cirques naturels de Mafate, au sud-ouest, et celui de Salazie, au sud-est.

## Géographie
Il marque le point de rencontre de trois territoires communaux :
- celui de La Possession à l'ouest ;
- celui de Saint-Denis au nord ;
- celui de Salazie à l'est.

Le sommet en lui-même n'est accessible qu'à pied via des sentiers de randonnées, les routes les plus proches étant en contrebas, ou sur le quartier du Brûlé. Les pentes menant au sommet sont protégées par un classement en réserve naturelle : le tuit-tuit ou échenilleur est endémique à cette zone.
Une compétition de course à pied se déroule chaque année sur ces pentes depuis 1995, la boucle de la Roche Écrite.

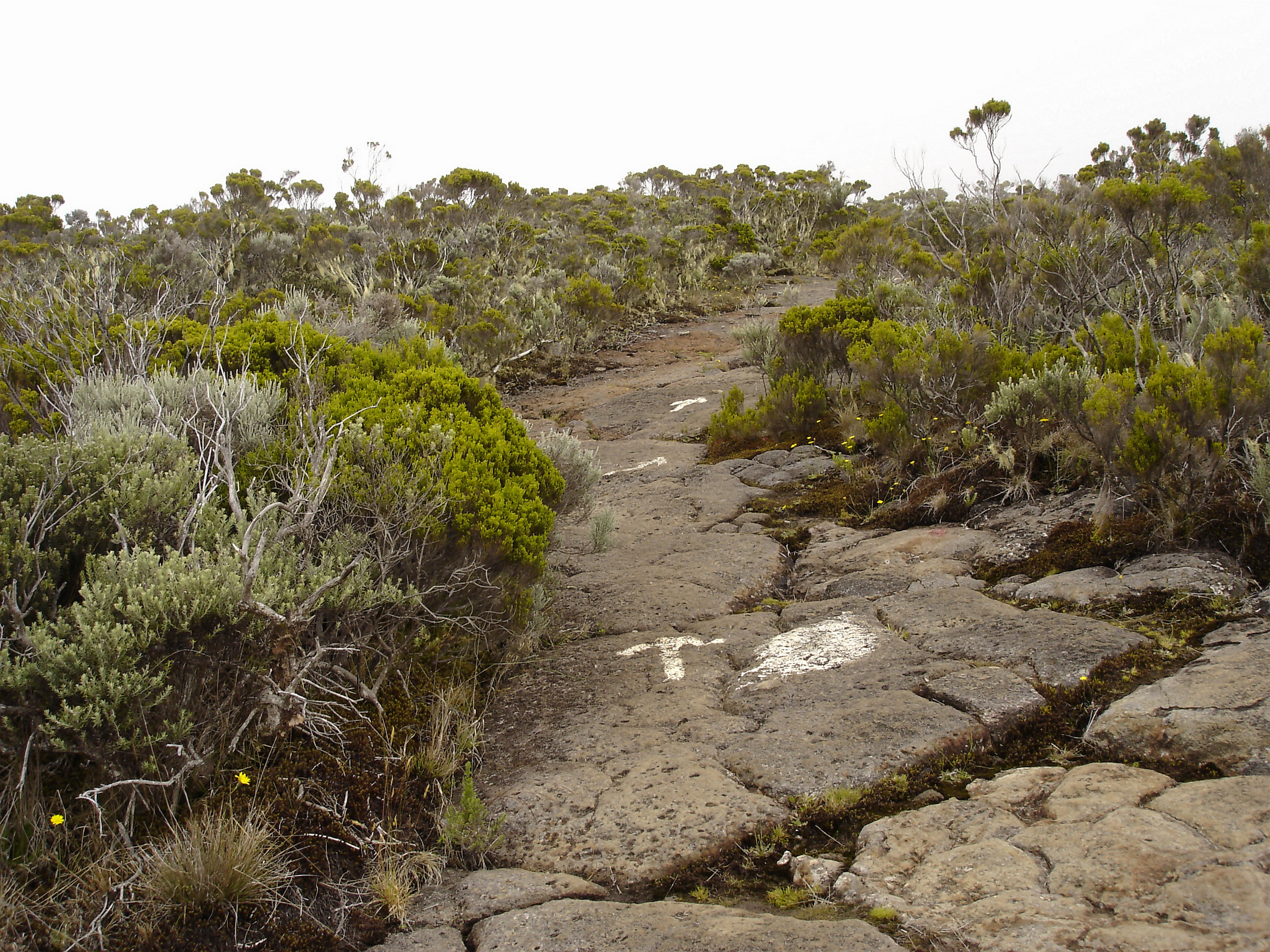
Un sentier traversant la zone autrefois couverte par la réserve naturelle de la Roche Écrite.
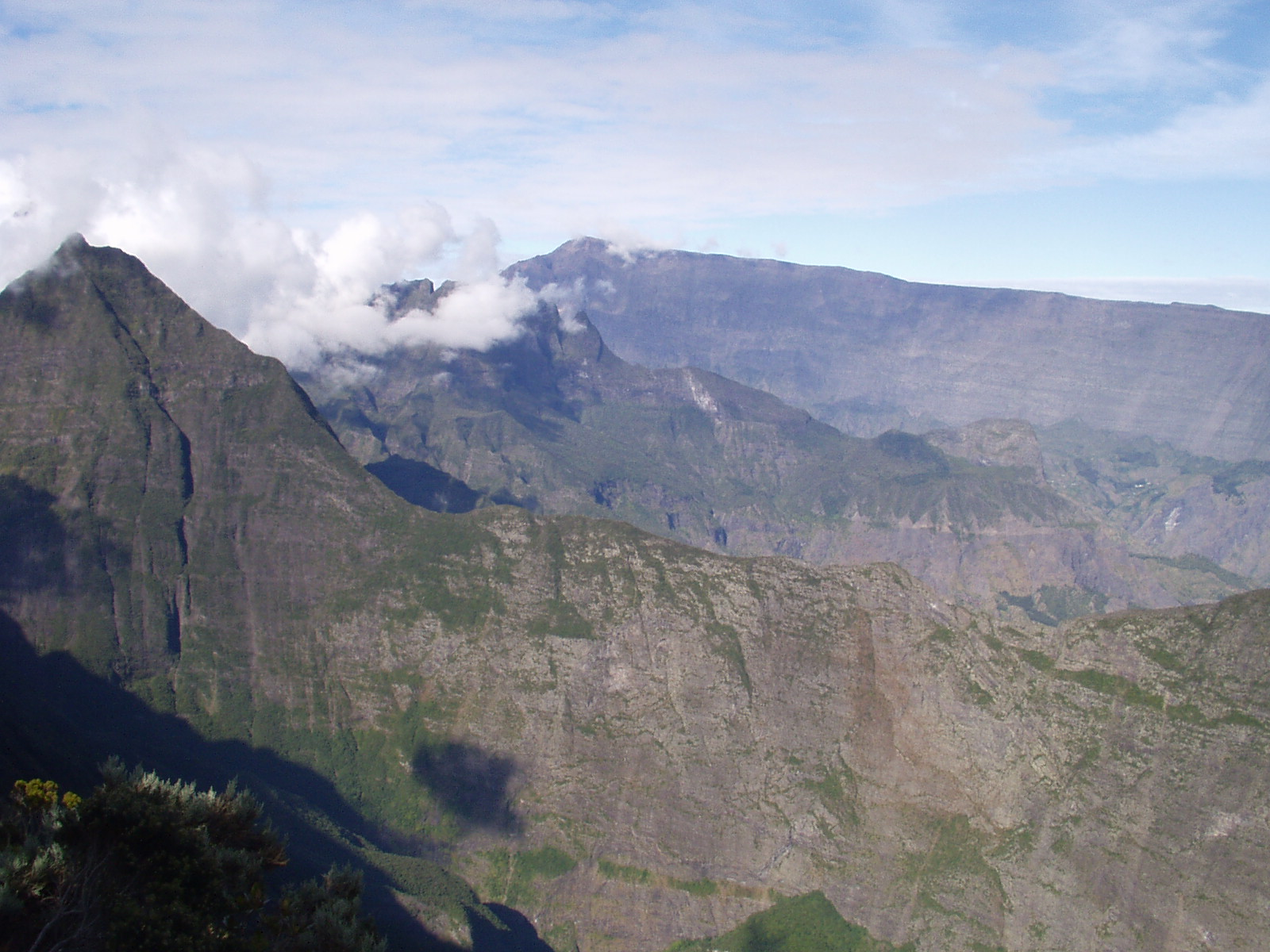
Le cirque de Mafate vu depuis la Roche Écrite.
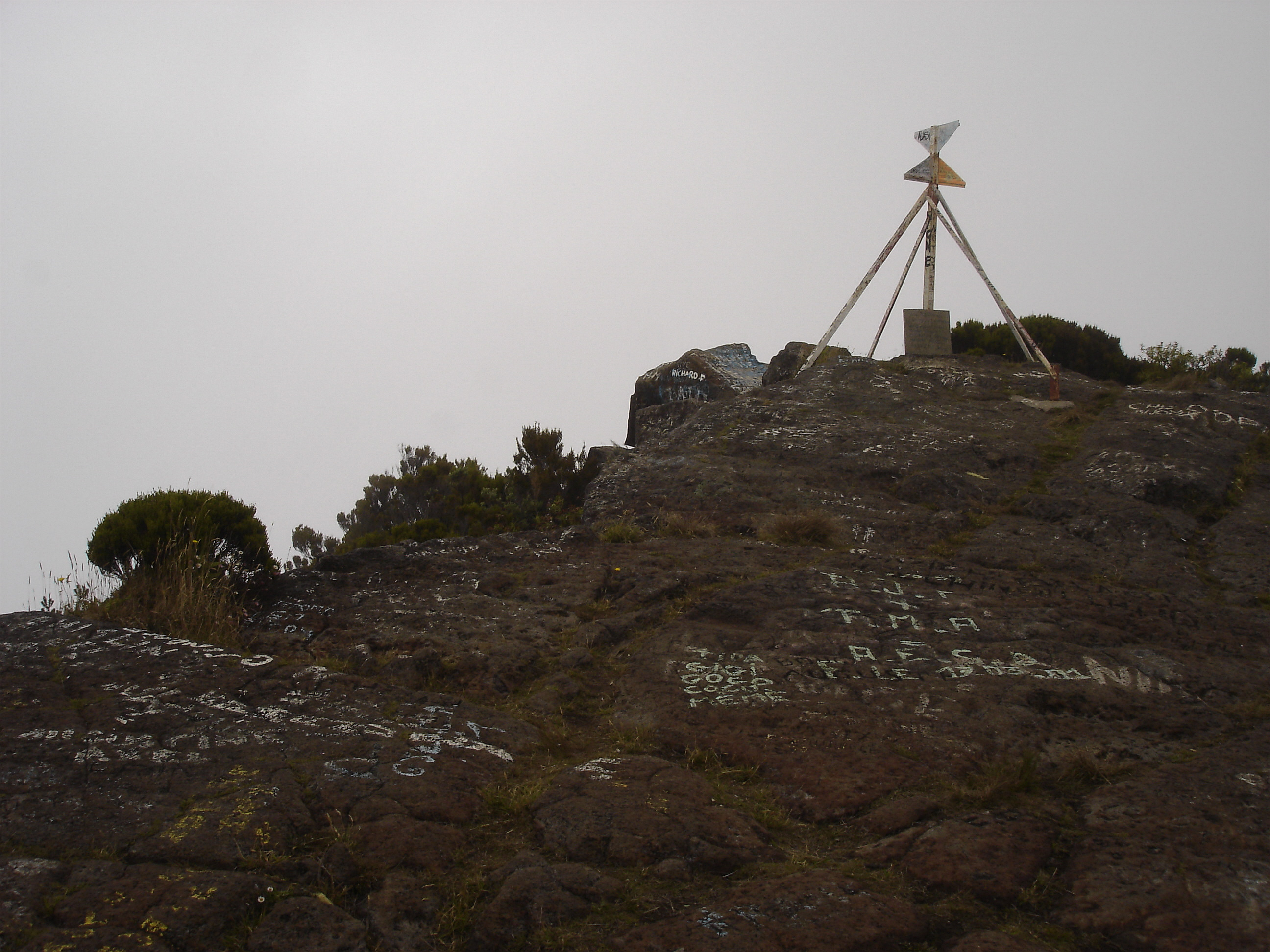
Vue du sommet de la Roche Écrite.